# Пацифея таїтянська
Пацифе́я таїтянська (Pomarea nigra) — вид горобцеподібних птахів родини монархових (Monarchidae). Ендемік Французької Полінезії. Вимерла маупітійська пацифея раніше вважалася підвидом таїтянської пацифеї, однак у 2012 році була визнана окремим видом.

## Опис
Довжина птаха становить 15 см. Забарвлення повністю чорне з металевим відблиском. Очі темні, дзьоб світло-блакитний, лапи сизі. У молодих птахів верхня частина тіла рудувато-коричнева, нижня частина тіла світліша, живіт білуватий.

## Поширення і екологія
Таїтянські пацифеї є ендеміками острова Таїті в групі островів Товариства. Вони живуть в густих тропічних лісах на дні долин, поряд зі струмками, на висоті від 80 до 400 м над рівнем моря. Загальна плаща території, на якій живуть таїтянські пацифеї, становить 0,5 км², на ній переважають інтродуковані африканські тюльпанні дерева (Spathodae campanulata), а одним з небагатьох місцевих видів рослин, що збереглися на цій території, є Neonauclea forsteri. Таїтянські пацифеї є територіальними птахами. Вони живляться комахами, яких шукають і в кронах дерев, і в підліску. Гніздяться на деревах, в розвилці між гілками. Гніздування відбувається протягом всього року, переважно з серпня по січень з піком у листопаді.

## Збереження
МСОП класифікує цей вид як такий, що перебуває на межі зникнення. За оцінками дослідників, станом на 2020 рік популяція таїтянських пацифей становить від 25 до 100 дорослих птахів. Популяція поступово відновлюється. Таїтянським пацифеям загрожує хижацтво з боку інтродукованих чорних пацюків, здичавілих кішок, індійських майн і хижих мурах Wasmannia auropunctata, а також конкуренція з червоночубими бюльбюлями і таїтянськими альціонами, знищення природного середовища, можливі хвороби і зміни клімату.